# Romain Campistrous
Romain Campistrous (16 juli 1992) is een Frans wielrenner die anno 2015 uitkomt voor GSC Blagnac VS31. Sinds 1 augustus 2015 is Campistrous stagiair bij AG2R La Mondiale.

## Overwinningen
Campistrous boekte nog geen overwinningen in de UCI Continentale circuits.

## Ploegen
- 2013- Occitane Cyclisme Formation
- 2014- Occitane Cyclisme Formation
- 2015- GSC Blagnac VS31
- 2015- AG2R La Mondiale (stagiair)

Bagdonas · Bakelants · Bardet · Bérard · Betancur · Bonnafond · Cherel · Daniel · Denz · Domont · Dumoulin · Dupont · Gastauer · Gaudin · Gougeard · Gretsch · Houle · Jauregui · Kadri · Latour · Minard · Mondory · Montaguti ·  Nocentini · Péraud · Pozzovivo · Riblon · Turgot · Vansummeren · Vuillermoz · Bidard (stagiair) · Campistrous (stagiair) · Pereira (stagiair)